# Goril·la de les planes oriental
El goril·la de les planes oriental (Gorilla beringei graueri) és una subespècie de goril·la oriental que es troba únicament a les selves de l'est de la República Democràtica del Congo.
Aquesta subespècie és més robusta que el goril·la de les planes occidental, presenta unes dents més llargues, un maxil·lar inferior més reforçat i un tors més ampli. Com en altres espècies de goril·les, l'esquena dels mascles es torna platejada en arribar a la maduresa.

## Hàbitat i dieta
Aquest goril·la és predominantment herbívor i sobretot folívor. És famós per menjar-se totes les fulles d'una planta. També menja fruits, llavors, brots de bambú i insectes.

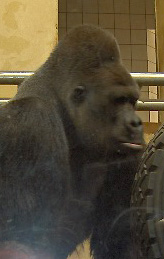
Un goril·la de les planes oriental.

## Mida
Aquesta subespècie de goril·la és el primat vivent més gran. El mascle pot arribar a pesar 225 kg i a mesurar 1,83 m en llibertat, arribant a molt més en captivitat.

## Conducta
El goril·la de les planes oriental sol ser sociable i pacífic. Viuen en grups d'entre 5 i 30 individus. Els mascles d'esquena platejada (mascles alfa) són els líders del grup i s'encarreguen de portar el grup a on pugui alimentar-se i refugiar-se. En arribar a la maduresa, els mascles van abandonant el grup per formar un de nou amb diverses femelles, fins a aquest moment poden ser solitaris, però solen associar-se amb altres mascles.

## Reproducció
Després d'un període de vuit mesos i mig la femella pareix a una o poques vegades dues cries. La lactància dura 12 mesos. La cria gateja als 9 mesos i pot caminar a les 35 setmanes. Aquestes cries no se separen de la mare fins als 3 o 4 anys i la maduresa sexual arriba als 11 o 12 anys.